# Next to You
Next to You (Neben dir) ist ein Lied, das von Sting geschrieben und von The Police 1978 als Eröffnungsstück ihres Debütalbums Outlandos d’Amour genommen wurde.
Der Song wurde regelmäßig auf Police-Konzerten gespielt. 

## Hintergrund
Als Sting den Song seinen Bandkollegen vorstellte, waren diese der Meinung, er sei nicht aggressiv genug für die frühe Punk-Ausrichtung von The Police. Andy Summers und Stewart Copeland schlugen vor, den Text zu ersetzen, wobei Summers vorschlug "I'm going to take a gun to you". Sting legte sein Veto ein und behielt seinen ursprünglichen Liebeslied-Text bei.
Der Liedtext erzählt von einem Mann, der sich nach seiner Frau sehnt und neben ihr sein möchte.
Der Song enthält ein Slide-Gitarren-Solo, das Copeland als "Old Wave" abtat, doch Summers sagte, dass er im Jahr 2000 immer noch Briefe "über dieses brillante Slide-Gitarren-Solo" erhielt.

## Coverversionen
Es gibt über zehn Coverversionen des Lieds, 1995 von Fury In The Slaughterhouse, 2003 von Anthrax, 2005 von The Offspring und 2019 von Juliana Hatfield.